# Gut Grasleiten

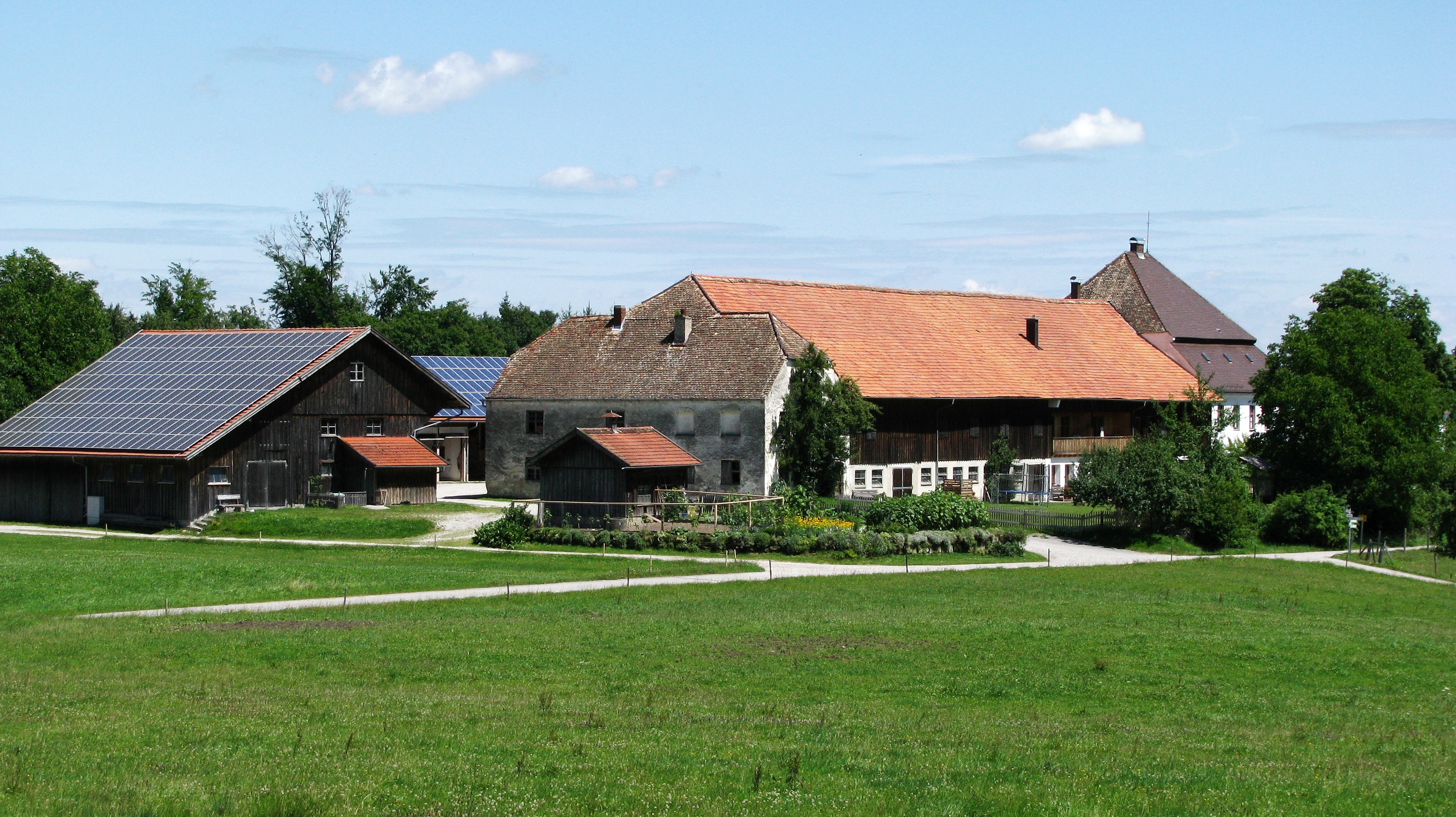
Gut Grasleiten

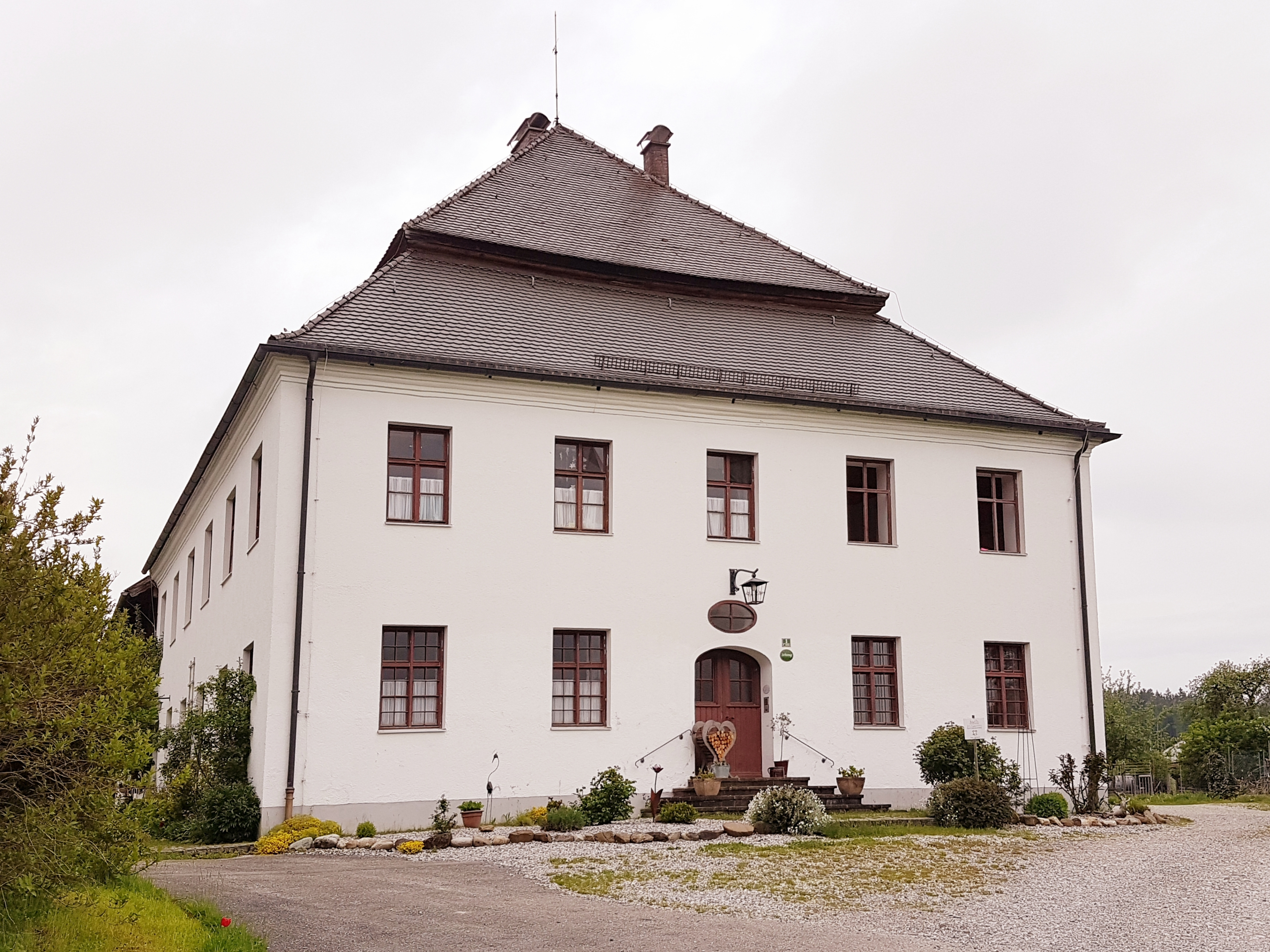
Herrenhaus

Das Gut Grasleiten liegt in der Einöde Grasleiten, einem etwa sechs Kilometer südwestlich von Huglfing gelegenen Ortsteil der Gemeinde Huglfing. Die Ansiedlung ist von dort über eine Ortsstraße zu erreichen.

## Geschichte

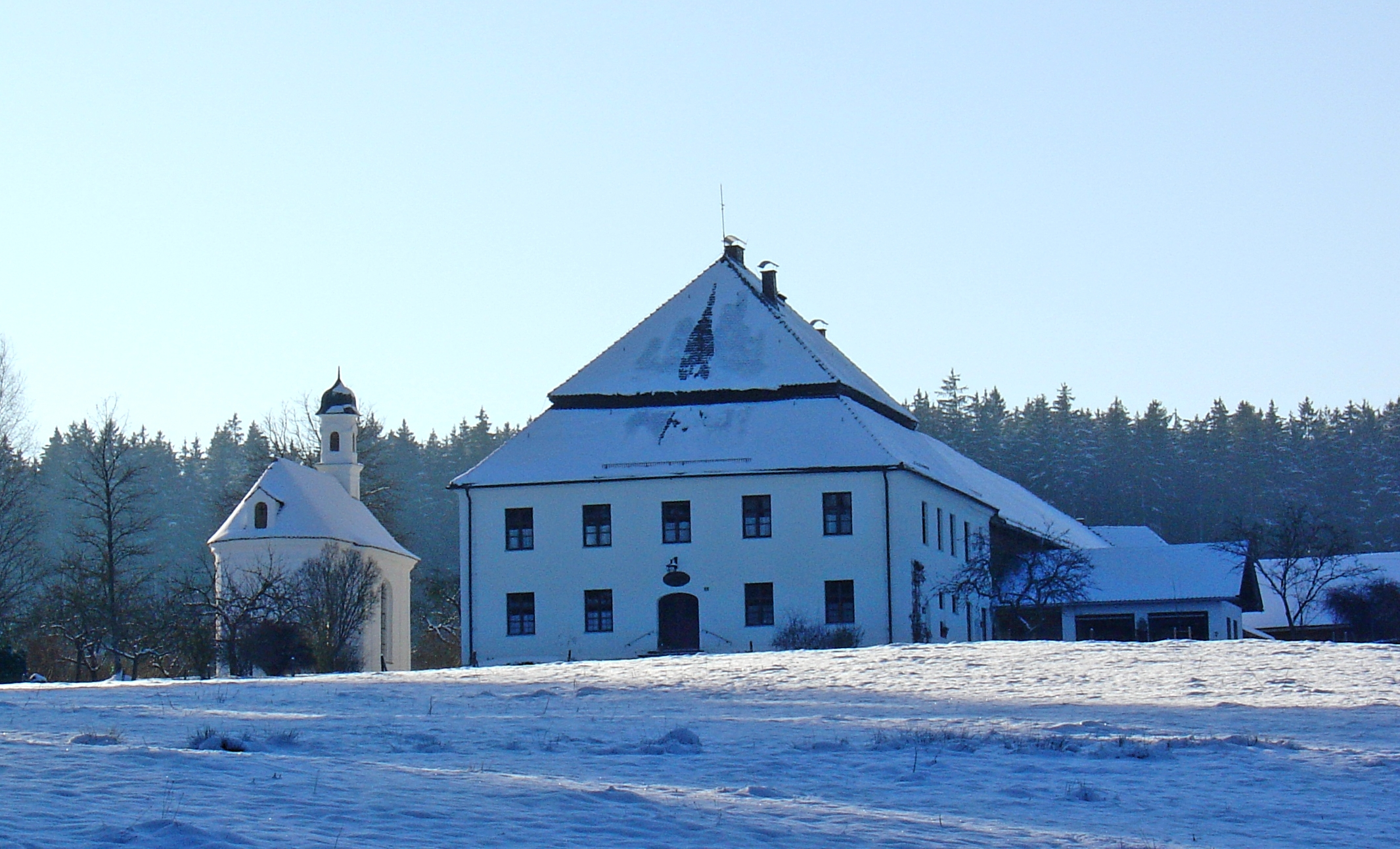
Herrenhaus mit Kapelle

Das 1277 erstmals erwähnte Gut war bis 1803 eine Klosterschwaige unter wechselndem Besitz. Von 1277 bis 1385 gehörte Grasleiten zum Kloster Wessobrunn und von 1385 bis zur Säkularisation 1803 zum Kloster Polling. Im Jahre 1735 wurde unmittelbar östlich vom herrschaftlich-barocken Wohnbau die stattliche Heilig-Kreuz-Kapelle vom Wessobrunner Joseph Schmuzer errichtet. Seit 1853 ist der ehemalige Schwaighof im Besitz der Familie Schmid.

## Beschreibung

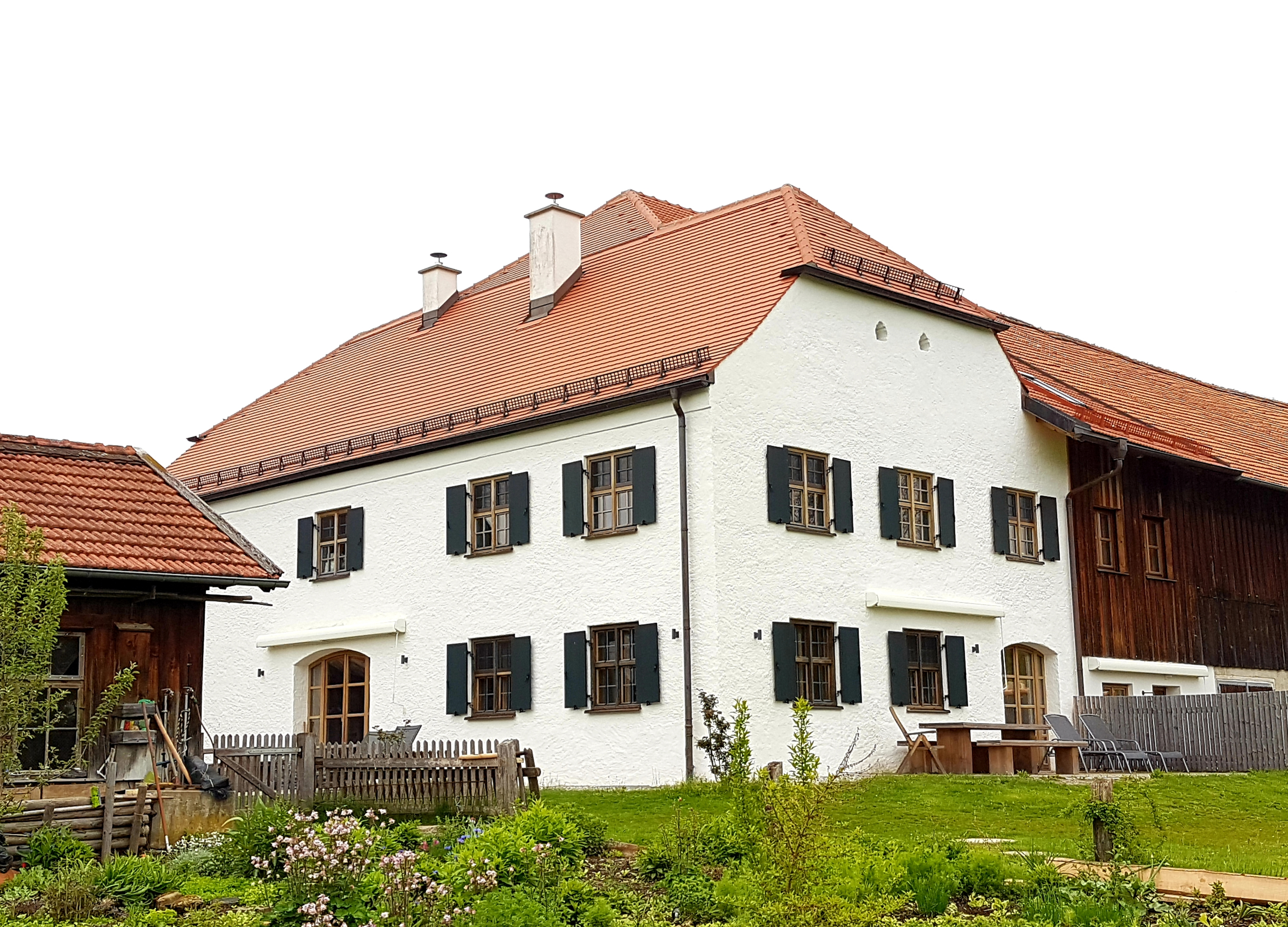
Das renovierte Gesindehaus

### Hofgebäude
Der Hauptbau besteht aus dem am nordöstlichen Ende liegenden, herrschaftlich wirkenden, von Johann M. Fischer 1745 errichteten Wohngebäude der Mönche mit doppelten Mansardwalmdach. Am südwestlichen Ende liegt das Ende des 18. Jahrhunderts erbaute Gesindehaus mit Krüppelwalmdach. Dazwischen befindet sich der Stallstadel von 1744, der den neuzeitlichen Bedürfnissen angepasst und zu Fremdenverkehrszwecken verändert wurde. Diesem ist an der Nordwest-Seite ein moderner Anbau angegliedert.
Nördlich und westlich befinden sich Stall- und Stadelgebäude und weitere Nebengebäude von nach 1900.